# Същински торбести мишки
Същинските торбести мишки (Sminthopsinae) са подсемейство двурезцови торбести бозайници.

## Класификация
- Подсемейство Sminthopsinae
  - Триб Sminthopsini
    - Род Antechinomys
      - Antechinomys laniger, Торбест тушканчик

    - Род Ningaui
      - Ningaui ridei
      - Ningaui timealeyi
      - Ningaui yvonnae

    - Род Sminthopsis
      - Видова група на S. crassicaudata
        - Sminthopsis crassicaudata

      - Видова група на S. macroura
        - Sminthopsis bindi
        - Sminthopsis butleri
        - Sminthopsis douglasi
        - Sminthopsis macroura
        - Sminthopsis virginiae

      - Видова група на S. granulipes
        - Sminthopsis granulipes

      - Видова група на S. griseoventer
        - Sminthopsis aitkeni
        - Sminthopsis boullangerensis
        - Sminthopsis griseoventer

      - Видова група на S. longicaudata
        - Sminthopsis longicaudata, Двуутробна дългоопашата мишка

      - Видова група на S. murina
        - Sminthopsis archeri
        - Sminthopsis dolichura
        - Sminthopsis fulginosus
        - Sminthopsis gilberti
        - Sminthopsis leucopus
        - Sminthopsis murina

      - Видова група на S. psammophila
        - Sminthopsis hirtipes
        - Sminthopsis ooldea
        - Sminthopsis psammophila, Двуутробна пясъчна мишка
        - Sminthopsis youngsoni

  - Триб Planigalini
    - Род Planigale
      - Planigale gilesi
      - Planigale ingrami
      - Planigale maculata
      - Planigale novaeguineae
      - Planigale tenuirostris